# チアムリン
チアムリン (Tiamulin) は、特に豚や家禽等の獣医学に用いられるプリューロムチリン抗生物質である。
チアムリンは、バルネムリンと似たプリューロムチリン構造を持つジテルペンである。